# بنی‌اسرائیل

محدوده قلمرو نوادگان اسرائیل

بنی‌اسرائیل (به عربی: بنو إسرائيل) (به عبری: בני ישראל، بْنِیْ يیسرائِل) به معنای «فرزندان اسرائیل»، کنفدراسیونی از قبایل سامی در عصر آهن است که در خاور نزدیک باستان می‌زیستند. بنا به گزارش‌ها کتاب‌های مقدس ادیان ابراهیمی، فرزندان و نوادگان یعقوب به این نام خوانده می‌شدند. این قوم ریشه و پایهٔ قومی هستند که بعدها یهود نامیده شد.
مطابق روایت موجود در تورات، بنی‌اسرائیل به عنوان یک قوم واحد در زمان خروج از مصر و سرگردانی در بیابان شکل گرفت و نهایتاً، بعد از فتح خون‌بار، در سرزمین کنعان (که قسمت جنوبی‌اش بعداً اسرائیل نام گرفت) ساکن شد. با این وجود، به گفته مورخان و باستان‌شناسان معاصر، روایت تورات صحیح نیست؛ باستان‌شناسی معاصر می‌گوید بنی‌اسرائیل خود بومی کنعان بودند، خدایان کنعانی را می‌پرستیدند و هیچ اثری از فتح یا مهاجرت گروهی خارجی به اسرائیل در آن دوره یافت نشده‌است.

## رشیه‌شناسی
نخستین اشاره به اسرائیل در منابع خارج از کتاب مقدس در سنگ یادبود مرنپتاه آمده که مربوط به حدود سال ۱۲۰۹ پیش از میلاد است. این نوشته بسیار کوتاه است و می‌گوید: «اسرائیل نابود شده و نسل او دیگر نیست». در این نوشته، «اسرائیل» به یک قوم اشاره دارد، نه یک فرد یا دولت-ملت، و گفته می‌شود که این قوم در نواحی مرکزی فلسطین یا نواحی مرتفع سامریه سکونت داشته‌اند. برخی مصرشناسان معتقدند که نام اسرائیل ممکن است در نقش‌برجسته‌های جغرافیایی قدیمی‌تر نیز آمده باشد، مربوط به دودمان هجدهم یا نوزدهم مصر، یعنی دوره حکومت رامسس دوم، اما این دیدگاه همچنان بحث‌برانگیز و محل اختلاف است.
در کتاب مقدس عبری، واژه اسرائیل نخستین بار در پیدایش ۳۲:۲۹ ظاهر می‌شود، جایی که یک فرشته، پس از کشتی گرفتن با یعقوب، نام او را به اسرائیل تغییر می‌دهد. طبق ریشه‌شناسی عامیانه ارائه‌شده در متن، واژه اسرائیل از دو بخش ساخته شده: یِسرا به‌معنای «غلبه کردن بر» یا «مبارزه کردن با»‌ و اِل که اشاره دارد به خدایی کنعانی‌–بین‌النهرینی به نام «اِل»، که در برخی منابع با یهوه هم‌معنا در نظر گرفته شده است. با این حال، پژوهشگران مدرن ال را فاعل جمله می‌دانند و معنی نام اسرائیل را «خدا حکومت می‌کند»‌ یا «خدا می‌جنگد» تفسیر می‌کنند. ریشه این معنا از فعل عبری سَرَر (שָׂרַר) به‌معنای «فرمانروایی کردن» گرفته شده، که هم‌ریشه با واژه سَر (שַׂר) به‌معنای «فرمانروا» در عبری و واژه šarru در زبان اکدی به‌معنای «پادشاه» است. این واژه همچنین با ریشه عبری دیگر یعنی سَراه (שׂרה) به‌معنای «جنگیدن، تلاش کردن، درگیر شدن» هم‌ریشه است. دکتر چمح یوره توضیح می‌دهد که واژه اسرائیل ترکیبی است از ریشه «مبارزه کردن» و «ال»، و در روایت‌های کتاب مقدس، حتی پس از تغییر نام یعقوب به اسرائیل، گاهی همچنان از نام یعقوب استفاده می‌شود. دلیلش این است که نویسندگان مختلف کتاب مقدس دیدگاه‌های متفاوتی نسبت به شخصیت اخلاقی یعقوب داشته‌اند.

## در تنخ
در تورات نسل بنی اسرائیل به یعقوب نوه ابراهیم می‌رسد که شبی با خدا کشتی می‌گیرد و بر خدا پیروز می‌شود. یعقوب دوازده پسر داشت که نام این پسران رئوبن، شمعون، لاوی، یهودا، دان، نفتالی، جاد، اشیر، یساکار، زبولون، یوسف و بنیامین بود. فرزندان این پسران دوازده قبیله بنی اسرائیل را تشکیل دادند.
مادران فرزندان یعقوب عبارتند از:
- لیه: رئوبن، شمعون، لاوی، یهودا، یساکار و زبولون.
- راحیل (راشل): یوسف و بنیامین.
- بلهه (خدمتکار راشل): دان و نفتالی.
- زلفه (خدمتکار لیه): جاد و اشیر.[۲۴]

مطابق روایت تنخ، یعقوب و پسران او به دلیل دعوت برادرشان یوسف که در آن زمان حاکم بوده به سرزمین مصر مهاجرت می‌کنند. وقتی آن‌ها به مصر می‌روند تعدادشان ۷۰ نفر است که در چهار نسل به ۶۰۰٫۰۰۰ نفر افزایش میابند. فرعون از قدرت گرفتن فرزندان یعقوب ترسیده و دستور می‌دهد که تمامی فرزندان پسر آن‌ها را بکشند. خدای اسرائیل نام خود را به موسی نشان می‌دهد که از نسل لاوی است. در این زمان یهوه آن‌ها را از اسارت نجات داده و قوانین خود را به آن‌ها می‌دهد تا آن‌ها ملت او باشند؛ ولیکن اسرائیلیها دارای ایمان کافی نیستند و حاضر نمی‌شوند به سرزمین موعود حمله کنند. بعد از مرگ موسی و نسل او، نسل بعدی به رهبری یوشع وارد کنعان می‌شوند و اختیار آن سرزمین را به دست می‌گیرند؛ ولیکن باز اسرائیلیها ایمان کافی ندارند و دچار مشکلات می‌شوند.
بنی اسرائیل از یهوه درخواست یک شاه می‌کنند و خدا به آن‌ها شائول را می‌دهد. داوود بعد از شائول قدرت را به دست می‌گیرد. فرزند داوود به نام سلیمان، معبدی برای پرستش یهوه می‌سازد. سلیمان اجازه می‌دهد زنان خارجی او به پرستش خدایانشان بپردازند و خود به پرستش خدایانشان رو می‌آورد. پس از درگذشت وی پادشاهی او به دو بخش تقسیم می‌شود.
پادشاهی شمال اسرائیل گناه می‌کنند و اجازه بت‌پرستی می‌دهند و در توحید شکست می‌خورند. از این رو خدا اجازه می‌دهد که قوم‌های دیگری بر آن‌ها غلبه کرده و جایگزین آنان شوند. در جودا (پادشاهی جنوب)، بعضی به توحید روی می‌آورند ولیکن بعضی دیگر بت‌پرست شده و حتی در معبد سلیمان بت‌پرستی می‌کنند. از این رو خدا اجازه می‌دهد که جودا شکست خورده و در بابل به اسارت گرفته شود و معبد سلیمان نابود گردد.
ولیکن کوروش بزرگ، آنان را از بند رهایی می‌بخشد. اسرائیلیان اجازه پیدا می‌کنند که به یهودا بازگردند و معبد را دوباره بسازند.
بعد از فتح بابل توسط کوروش، یهودا تبدیل به یک استان امپراتوری هخامنشیان شد.

## در قرآن
در قرآن بارها به بنی اسرائیل اشاره شده‌است. همچنین در چند جا از یعقوب با نام اسرائیل نام برده شده‌است با اینکه داستان تغییر نام یعقوب به اسرائیل در قرآن نیامده است. در قرآن آمده‌است که خداوند به بنی اسرائیل وعده داده‌است که دو بار در زمین فساد خواهند کرد. در بار نخست که خراب شدن معبد اول است آن‌ها از آنجا رانده می‌شوند و به اسارت در می‌آیند. در بار دوم مانند بار نخست معبد آن‌ها خراب شده و از آنجا بیرون رانده می‌شوند.
در قرآن برخلاف نظر عهد عتیق، نوشته شده سلیمان کافر نشده و گناه نکرد.
نام قبیله‌های بنی اسرائیل در قرآن ذکر نشده‌است.

## در دنیای امروزی

### یهودیان اِشکِنازی
اِشکِناز واژه‌ای عبری برای سرزمین آلمان است. از این رو به یهودیانی که در قرون وسطی در آنجا زندگی می‌کردند «اِشکِنازی» می‌گویند. این گروه از یهودیان احتمال زیاد در زمان امپراتوری روم به آنجا کوچ داده شده‌اند. این کوچ احتمالاً در حدود سال ۸۰۰ تا ۱۰۰۰ بعد از میلاد بوده‌است.

### یهودیان سفاردی
یهودیان سفاردی یهودیان اسپانیا و پرتغال هستند. این یهودیان به مدت هزار سال در آن منطقه زندگی می‌کردند تا اینکه در سال ۱۴۹۲ فرناندوی دوم، حامی کلیسای کاتولیک، یهودیان را از آنجا راند. این یهودیان به شمال آفریقا، هلند، انگلیس، فرانسه، لهستان، امپراتوری عثمانی و آمریکای جنوبی مهاجرت کردند. حضور این یهودیان در امپراتوری عثمانی بسیار گسترده بود.

### یهودیان میزراهی
یهودیان میزراهی یهودیان خاورمیانه، آسیای مرکزی و قفقاز هستند. معمولاً این یهودیان در کشورهای دارای جمعیت اکثریت مسلمان زندگی می‌کردند. یهودیان ایرانی، عراقی، سوری، افغانستانی، بخارایی، کردی، گرجی و غیره جزو این گروه هستند.

## تست ژنتیکی
آزمایشهای ژنتیکی ثابت کرده‌است که بسیاری از یهودیان دارای جد مشترکی در منطقه خاورمیانه هستند. یهودیان به ندرت با غیر یهود ازدواج می‌کردند و از این رو ازدواج آن‌ها بیشتر در بین یهودیان دیگر بود. آزمایش ژنتیکی نشان داده‌است که مقدار این ازدواج با غریبه‌ها در بعضی نسلها کمتر از ۰٫۵ درصد بوده‌است.
یهودیان امروزه خود را بازمانده دوازده قبیله اسرائیل می‌دانند. بر اساس کتاب مقدس یهود مخلوطی از قبیله یهودا، قبیله بنیامین، قبیله شمعون و لاوی است.